# Friedrich August von Quenstedt
Friedrich August von Quenstedt (9. juli 1809 i Eisleben – 21. december 1889 i Tübingen) var en tysk geolog. 
Quenstedt studerede i Berlin og virkede fra 1837 som ekstraordinær, fra 1842 indtil sin død som ordentlig professor i mineralogi og geognosi i Tübingen. Hans hovedarbejde er en række undersøgelser over Württembergs juradannelser; disse undersøgelser gennemførtes på en selvstændig måde og med en dengang eksempelløs udførlighed og nøjagtighed.
De blev banebrydende derigennem, at de kom til at tjene som mønster for alle palæontologisk-stratigrafiske arbejder, ligesom de også gjorde, at den schwabiske jura med dens talrige underafdelinger, som Quenstedt fastslog og betegnede med græske bogstaver, blev udgangspunktet for talrige sammenlignende studier. 
Quenstedt var dertil en alsidig og frugtbar videnskabelig forfatter, som har skrevet originale arbejder vedrørende både mineralogi, geologi og palæontologi. Vi nævner eksempelvis: Handbuch der Mineralogie (3. udgave 1877), Die Cephalopoden (1849), Der Jura (1857), Petrefactenkunde Deutschlands (7 bind, 1849—84, ufuldendt) samt Die Ammoniten des schwäbischen Jura (3 bind, 1883-88).